# Mycenastrum
Mycenastrum es un género de hongos de la familia Agaricaceae. El género es monotípico y contiene una especie ampliamente distribuida, Mycenastrum corium, conocida por varios nombres comunes: globo gigante de los pastos, globo coriáceo o globo duro.
Los cuerpos fructíferos, entre esféricos y con forma de nabo, alcanzan un diámetro de 6-24 cm. Al principio están cubiertos por una gruesa capa blanquecina de fieltro, pero con el tiempo desarrollan una característica piel a cuadros (peridio). A medida que las esporas maduran, la gleba se vuelve primero amarillenta y luego marrón violácea. Las esporas se liberan cuando el peridio acaba abriéndose en secciones de forma irregular. Microscópicamente, la gleba está formada por esporas esféricas de color marrón oscuro con protuberancias redondeadas en su superficie, y un capilicio: fibras intrincadamente ramificadas que forman largas espinas.
Crece en el suelo o sobre él, en praderas o hábitats desérticos. Aunque está ampliamente distribuido, no es frecuente encontrarlo. Es una especie amenazada en Europa. Cuando la masa interna de esporas (la gleba) es firme y blanca, el globo es comestible, aunque algunas personas pueden sufrir síntomas gastrointestinales leves después de comerlo.

## Taxonomía
La especie fue descrita originalmente en 1805 como Lycoperdon corium en el segundo volumen de la Flore Française de Augustin Pyramus de Candolle y Jean-Baptiste Lamarck. Éstos atribuyeron la autoría al botánico francés Louis Ben Guersent, que la descubrió en un campo de alfalfa entre la ciudad de La Sotte y Rouen, en el norte de Francia. Entre los sinónimos se incluyen Scleroderma corium, publicado por Arthur Harmount Graves en 1830, y Steerbekia corium, publicado por Elias Magnus Fries en 1849. La especie recibió su nombre actual de Nicaise Auguste Desvaux en 1842, quien circunscribió el género Mycenastrum para contenerla. Los sinónimos genéricos son Endonevrum de Vassilii Czernajew (1845) y Pachyderma de Stephan Schulzer von Müggenburg (1876).
En 1948, Sanford Myron Zeller circunscribió la nueva familia Mycenastraceae, que contiene tanto Mycenastrum como género tipo, como Bovista. Un estudio molecular de 2001 apoyó la inclusión de Mycenastrum corium en las Lycoperdales, donde se situaba tradicionalmente.  En un análisis cladístico más reciente (2008), se demostró que Mycenastrum es un grupo hermano de Lycoperdaceae; los autores Larsson y Jeppson estuvieron de acuerdo con la decisión de Zeller (1949) y Pilat (1958) de considerar Mycenastrium como un género monotípico en la familia separada Mycenastraceae. A pesar de esto, varias autoridades taxonómicas prefieren incluir Mycenastraceae en las Agaricaceae.
Se conoce comúnmente como el «globo correoso», el «globo duro», o el «globo gigante de los pastos».
María Homrich & Jorge E. Wright publicaron la variedad Mycenastrum corium var. diabolicum en 1973 de América del Sur. La subespecie M. corium ferrugineum fue descrita en 2005 del condado de Jefferson, Colorado, por Orson K. Miller.

### Antiguo Mycenastrum

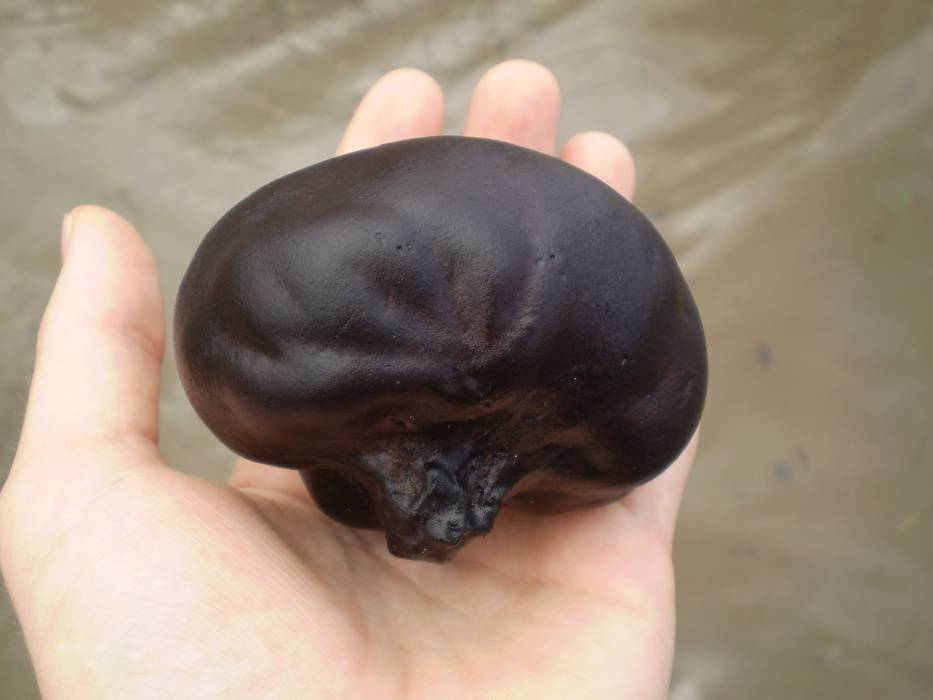
Las bolas de Mycenastrum que crecen bajo tierra tienen una superficie lisa de color marrón chocolate, sin las manchas características de las versiones que crecen sobre el suelo.

La mayoría de las especies históricamente denominadas Mycenastrum han sido transferidas a otros géneros, normalmente Scleroderma, pero también Glyptoderma, Bovista y Gastropila. Muchas, incluidas las especies que no han sido reclasificadas, son poco conocidas; la autoridad nomenclatural Index Fungorum considera que sólo cuatro de estas antiguas especies de Mycenastrum son válidas en la actualidad: Bovista bovistoides, B. lycoperdoides, Gastropila fragilis y Glyptoderma coelatum.
| Nombre                        | Autoridad      | Año  | Nombre actual            |
| ----------------------------- | -------------- | ---- | ------------------------ |
| M. beccarii                   | Pass.          | 1875 | Scleroderma beccarii     |
| M. bovistoides                | Cooke & Massee | 1887 | Bovista bovistoides      |
| M. chilense                   | Mont.          | 1843 |                          |
| M. coelatum                   | Pat.           | 1899 | Glyptoderma coelatum     |
| M. dugesii                    | De Seynes      | 1886 |                          |
| M. fragile                    | Lév.           | 1844 | Gastropila fragilis      |
| M. leiospermum                | Mont.          | 1847 |                          |
| M. leptodermeum               | Durieu         | 1848 | Scleroderma leptodermeum |
| M. lycoperdoides              | Cooke          | 1884 | Bovista lycoperdoides    |
| M. martinicense               | Pat.           | 1902 | Scleroderma martinicense |
| M. ohiense                    | Ellis & Morgan | 1885 | Lycoperdon radicatum     |
| M. olivaceum                  | Cooke & Massee | 1887 | Scleroderma olivaceum    |
| M. oregonense                 | Ellis & Everh. | 1885 | Bovista pila             |
| M. phaeotrichum               | Berk.          | 1843 | Scleroderma phaeotrichum |
| M. phaeotrichum var. australe | Berk.          | 1845 |                          |
| M. radicatum                  | Durieu         | 1849 | Scleroderma radicatum    |
| M. spinulosum                 | Peck           | 1881 |                          |

## Descripción

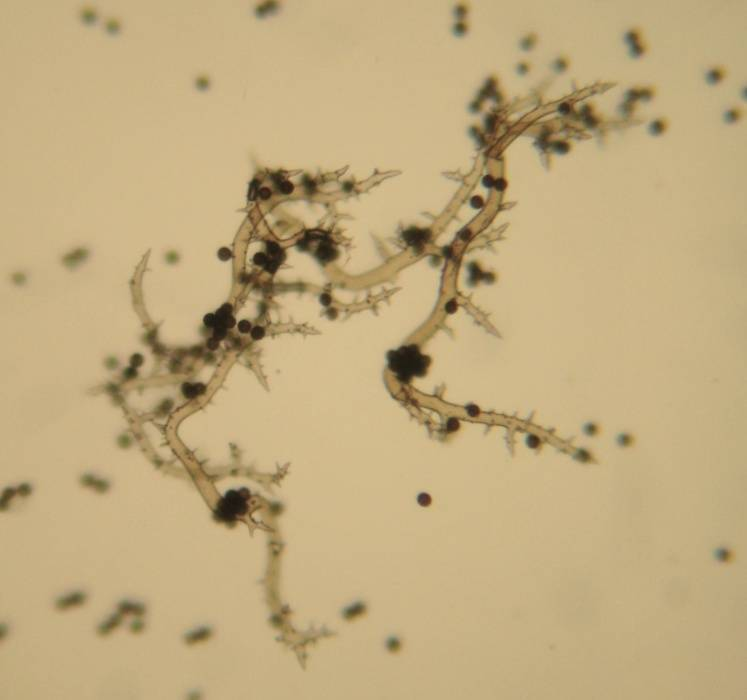
Los característicos capilicios espinosos

El cuerpo del fruto suele alcanzar un diámetro de 6-15 cm (2-6 pulg.), aunque se han descrito extremos de 3 cm (1,2 pulg.) y 27 cm (11 pulg.). Su forma varía de aproximadamente esférica a obovada (en forma de huevo) o piriforme (en forma de pera), a veces plicada (arrugada) alrededor de un penacho de micelio algo fibroso y persistente. Al principio, el globo está cubierto por una capa blanquecina, gruesa y afieltrada (el exoperidio). Al principio es continua, pero con el tiempo se agrieta y se desprende en finas escamas, dejando al descubierto una superficie entre coriácea y corchosa, casi lisa, de color marrón claro a marrón rosado oscuro. Esta resistente capa de tejido (el endoperidio), de unos 2 mm de grosor, encierra la gleba. En la madurez, el endoperidio se abre por hendiduras irregulares que acaban extendiéndose hacia la base en forma de estrella. Estos segmentos rasgados del endoperidio a veces se vuelven del revés y otras se secan rígidos, dejando al descubierto una superficie interna parecida al fieltro. La gleba es blanca cuando es joven y tiene aspecto y consistencia de queso. A medida que la gleba madura, sufre un proceso lítico que implica la pérdida de agua. Posteriormente, la gleba se vuelve olivácea, marrón olivácea y, por último, marrón olivácea oscura cuando se seca, y desarrolla un olor acre característico. Los cuerpos fructíferos que crecen bajo tierra tienen una morfología notablemente diferente: una superficie lisa de color marrón chocolate que carece de las manchas características de los cuerpos fructíferos que crecen sobre el suelo, y sus capilicios están bifurcados con espinas gruesas.  El hongo es comestible cuando la gleba es blanca. Su olor y sabor se han descrito como picantes o terrosos y su sabor astringente.
Sus esporas son esféricas, miden 8-13 μm y tienen una superficie de verrugas irregulares y gruesas. El capilicio se refiere a las células de maduración tardía y paredes gruesas de la gleba. Los ejes principales de estas células ramificadas tienen un grosor de 20-30 μm y están cubiertos de numerosas espinas.
Mycenastrum corium subsp. ferrugineum tiene una gleba de color rojo óxido intenso a naranja rojizo, lo que la distingue claramente de la coloración de la gleba de la subespecie principal. M. corium var. diabolicum tiene un capillitium extremadamente espinoso.

### Maduración del globo

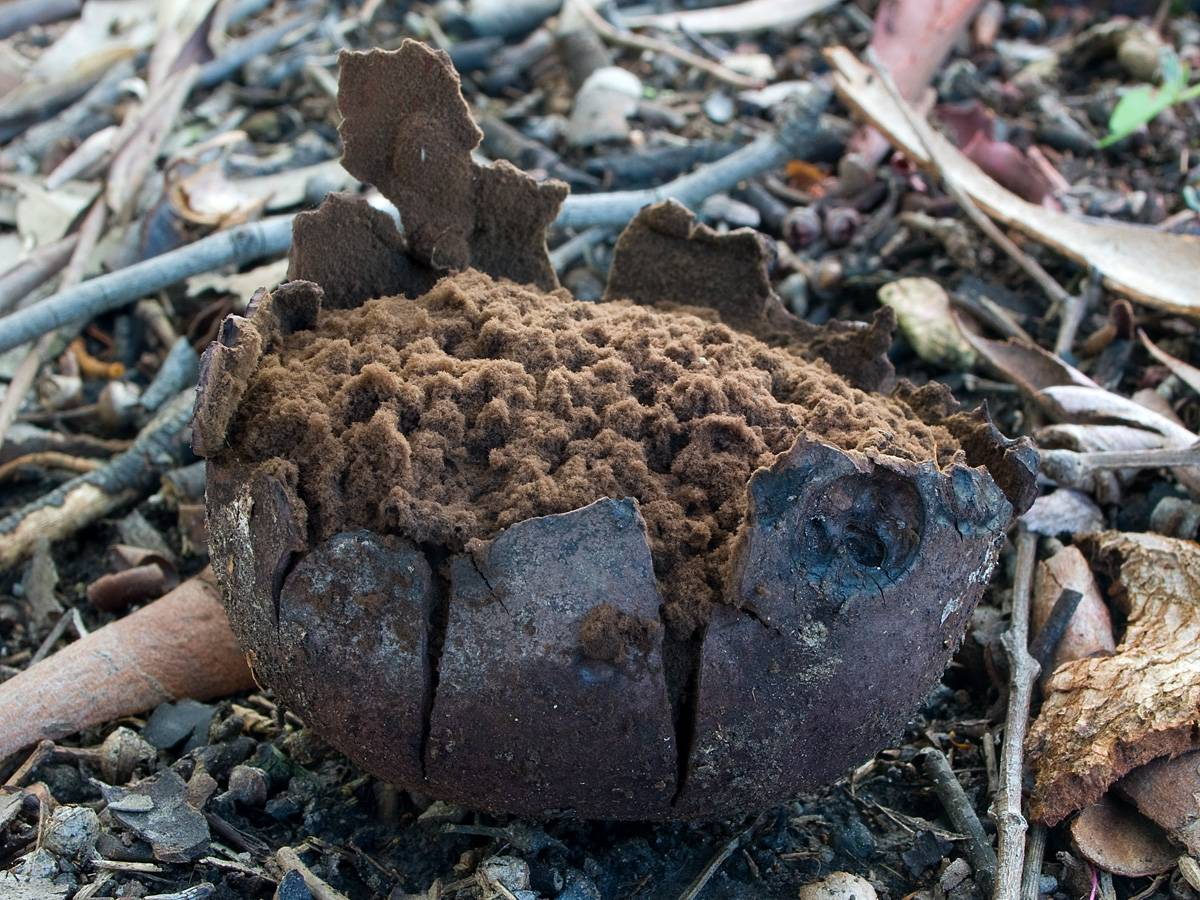
Cuerpo frutal maduro hallado en Australia

El micólogo estadounidense del siglo XIX William Henry Long describió la forma en que el globo se abre (dehiscencia). El peridio grueso y coriáceo del globo maduro permanece sin abrir durante varios meses sin abrirse. Tras varios ciclos alternos de humedecimiento y secado, se forman fisuras en la parte superior. Estas fisuras suelen irradiar desde un centro común cerca de la parte superior del cuerpo del fruto y finalmente producen dientes muy irregulares en forma de estrella. Con el tiempo, toda la mitad superior del globo se abre y queda expuesta durante el tiempo seco. En estas condiciones, las esporas son expulsadas por el viento y se distribuyen ampliamente. Cada vez que llueve, el globo se cierra y vuelve a abrirse cuando vuelve el tiempo seco. En cada apertura y cierre alternativos, el peridio se divide cada vez más, hasta que finalmente se expande en una forma plana, o incluso se enrosca hacia atrás. En el globo, la capa exterior del peridio está formada por células dispuestas de tal forma que, cuando se mojan, absorben agua y se expanden, cerrando así la parte superior del globo. Al secarse, estas células exteriores pierden agua y se encogen gradualmente, lo que produce una tensión desigual entre las células exteriores e interiores del peridio. Esta tensión hace que las piezas irregulares en forma de estrella del peridio se separen gradualmente y se curven hacia fuera, abriendo así la parte superior del globo durante el tiempo seco.

## Ecología y distribución
Mycenastrum corium es una especie sapróbica que consume restos orgánicos muertos. Suele encontrarse fructificando en el suelo de forma aislada, dispersa, en anillos o en racimos, pero también puede crecer bajo tierra. La fructificación se produce a bajas elevaciones en grupos en hábitats abiertos dominados por artemisa y matorral salado, o en zonas húmedas cubiertas de hierba o arbustos en praderas secas. Otros hábitats señalados incluyen pajares viejos, ensilados y bordes de carreteras.  Los cuerpos fructíferos maduros pueden soltarse del sustrato y rodar por el viento, de forma similar a algunos bóvidos Bovista. Aunque la especie no se encuentra con frecuencia, se ha sugerido que esto se debe a que crece en lugares «poco visitados por los micólogos» M. corium podría ser una especie indicadora útil para el cambio climático.
Se ha registrado su presencia en África (Zimbabue), Asia (China, India, Irán, Mongolia, y Yemen), Sudamérica (Argentina, Chile y Uruguay), Norteamérica, Australia y Nueva Zelanda.  En Europa se encuentra en el sur de Escandinavia y está muy extendida en el sur del continente. Aunque se informó de su presencia en Escocia en 2010 (su primera aparición en el territorio continental británico), el hábitat de pastizales donde se encontró está muy erosionado desde entonces y puede ser inadecuado para futuras apariciones de la especie. Mycenastrum corium es una especie amenazada en Europa, y está clasificada como vulnerable en la Lista Roja Regional de Polonia. En América del Norte, es más común en las regiones occidentales de Estados Unidos y Canadá, pero también se ha registrado en el este de Canadá.  Poco conocida en México, se ha registrado en Baja California, Chihuahua, Nuevo León, San Luis Potosí, Sonora, México D.F.. La variedad M. corium var. diabolicum se da en África subsahariana, Asia tropical, el Caribe y Sudamérica.

## Usos
El hongo globo es comestible cuando la gleba está todavía firme y blanca. Según se informa, son consumidos por la población tribal de Madhya Pradesh. En México, una gran colección fue consumida por varias personas que confundieron la especie con Calvatia, un género de hongo globo que contiene miembros comestibles muy populares. De los cinco que comieron el hongo, dos tuvieron síntomas gastrointestinales, como dolor de estómago, flatulencia y diarrea; los otros tres no tuvieron síntomas. Se ha registrado que la gran avutarda europea (Otis tarda) se alimenta de este hongos.
Debido a su grueso peridio exterior, los globos de Mycenastrum corium pueden soportar golpes fuertes sin romperse, y los niños los han utilizado como sustitutos de pelotas. Los globos también se han utilizado con fines medicinales en México como hemostático, como tónico para la garganta y los pulmones y por sus supuestas propiedades antiinflamatorias.